# El castillo de la pureza
El castillo de la pureza è un film del 1972 diretto da Arturo Ripstein.
Pellicola di produzione messicana la cui trama è ispirata a fatti realmente accaduti a Città del Messico negli anni cinquanta riguardanti la famiglia Pérez.
Da essi venne tratto il romanzo La carcajada del gato (La risata del gatto) di Luis Spota nel 1964, da cui a sua volta Sergio Magaña elaborò l'opera teatrale Los motivos del lobo (Le ragioni del lupo) nel 1965.

## Trama
Gabriel Lima, convinto che il mondo esterno sia dannoso per la sua famiglia, da 18 anni tiene rinchiusi in casa sua moglie Beatriz e i loro tre figli Porvenir, Utopía e Voluntad, al fine di preservarne la "purezza". Nel frattempo, per mantenere la famiglia, gestisce una produzione artigianale di veleno per topi. Questa fragile e grottesca situazione cambia quando Gabriel si rende conto che i suoi figli stanno entrando nella fase dell'adolescenza.

## Riconoscimenti
- 1973 - Premio Ariel[3]
  - Miglior film
  - Miglior sceneggiatura (José Emilio Pacheco e Arturo Ripstein)
  - Miglior attore non protagonista (Arturo Beristáin)
  - Miglior attrice non protagonista (Diana Bracho)
  - Miglior scenografia (Manuel Fontanals)
  - Candidatura per la miglior regia (Arturo Ripstein)
  - Candidatura per il miglior soggetto
  - Candidatura per la miglior fotografia (Alex Phillips)
  - Candidatura per il miglior montaggio (Eufemio Rivera)
  - Candidatura per il miglior arredamento (Lucero Isaac)